# Adonisea cupes
Adonisea cupes là một loài bướm đêm trong họ Noctuidae.